# Słocin
Słocin – wieś w Polsce położona w województwie wielkopolskim, w powiecie grodziskim, w gminie Grodzisk Wielkopolski.

## Części wsi
| SIMC    | Nazwa     | Rodzaj    |
| ------- | --------- | --------- |
| 0584107 | Słociniec | część wsi |

## Historia wsi
Pierwsza wzmianka o wsi pochodzi z 1257 roku, a rok wcześniej wzmiankowany jest las Suhcino, należący do klasztoru w Paradyżu. W późniejszym okresie wieś była gniazdem rodziny Sułockich herbu Gryf, a następnie wchodziła w skład dóbr grodziskich. Przez pewien czas forma jej nazwy brzmiała Sulęcino.
W XVIII wieku obok wsi założono osadę Słocińskie olędry obecnie zwaną Słociniec.
W okresie Wielkiego Księstwa Poznańskiego (1815–1848) obok Słocina wzmiankowana była osada Słocin Olędry. Obie wsie leżały w ówczesnym powiecie bukowskim, który dzielił się na cztery okręgi (bukowski, grodziski, lutomyślski oraz lwowkowski). Słocin i Słocin Olędry należały do okręgu grodziskiego i stanowiły część majątku Grodzisk (Grätz), którego właścicielem był wówczas Szolc i Łubieński. Według spisu urzędowego z 1837 roku Słocin liczył 219 mieszkańców i 28 dymów (domostw), z kolei Słocin Olędry – 64 mieszk. i 8 domostw.
Pierwsza szkoła w Słocinie powstała w 1845 r. i był to budynek drewniany. Obecna siedziba szkoły powstała w 1903 r.,  uczą się w niej dzieci w klasach 1-3.
W latach 1975–1998 miejscowość administracyjnie należała do województwa poznańskiego.